# Big Ben (auteur)
Pour les articles homonymes, voir Jahan et Big Ben (homonymie).
 (décembre 2018).
Benoît Jahan, dit Big Ben est un dessinateur, scénariste, critique et éditeur de bande dessinée français né en 1969.

## Biographie
Benoît Jahan passe une partie de son enfance dans le Var, au Pradet.
Après une khâgne à Nice, alors qu'il est étudiant en lettres modernes, Big Ben découvre le milieu des artistes underground. Il tente pendant deux ans de peindre, mais devant le peu de succès qu'il remporte, se dirige vers la bande dessinée. Il crée en 1992 le fanzine Le phacophère, puis l'année suivante, avec Fafé, les éditions Groinge.
En sommeil depuis 2010, Groinge est brièvement réactivé lorsque Big Ben publie en 2015 un petit album dénonçant la fermeture de l'école Jean Jaurès du Pradet.
En parallèle, il est depuis 1995 professeur de français en collège. Il relate en 2006 son expérience dans Jours de classe.

## Œuvres publiées
- Encore un album BD minimaliste (scénario), avec Fafé (dessinatrice), Groinge, 1999
- Albert le Grand : Analyses, Groinge, 2000
- Le monde des Monsieurs (scénario), avec Fafé (dessinatrice), Groinge, 2001
- Bétagraph, Groinge :

1. Tome 1, 2003.
2. Tome 2, 2004.
3. Tome 3, 2005.

- Bétapoil, cadeau offert pour l'achat de livres à Groinge, 2005.
- Jours de classe, Le Potager Moderne, 2006.
- Love and Hat, Groinge, 2010.
- Miroir de la Bande dessinée, Colosse, 2012.
- Élève Stassinos, autoédition, 2014.
- Jean Jaurès Le Pradet 2014-2015 : Chronique de la mise à mort d'une école, Groinge, 2015.
- On ne la ferme pas, FLBLB, 2024[2],[3].

Big Ben est par ailleurs collaborateur à Comix Club, Le Phaco, Patate Douce, Bile Noire, Le Phacochère, Rhinocéros contre Eléphant et Bang !.